# 佐藤久美子
佐藤 久美子（さとう くみこ、旧姓・大川、1946年2月22日 - ）は、大阪府出身の女性フィギュアスケート選手で、現在はフィギュアスケートコーチ。1964年インスブルックオリンピック、1968年グルノーブルオリンピックフィギュアスケート女子シングル日本代表。大阪女学院高等学校、関西大学卒業。夫の佐藤信夫はフィギュアスケートコーチ、娘の有香はプロフィギュアスケーター、振付師、コーチ。

## 人物
中学、高校時代より数多くのフィギュアスケート大会で活躍していた。その後、関西大学商学部に入学。後に夫となる佐藤信夫と共に日本人初のユニバーシアード優勝、二度の冬季オリンピック出場を果たし、世界フィギュアスケート選手権5位（当時の日本人選手最高位）を記録するなど、日本のフィギュアスケートに歴史を刻んだ。
1968年グルノーブルオリンピックのフィギュア女子シングルに出場した佐藤（大川）、石田治子、山下一美の3人は、共に大阪出身であることから「銀盤のいとはんトリオ」と呼ばれた（「いとはん」とは大阪弁で「お嬢さん」の意）。
1969年に同じ関西大学出身でフィギュアスケート選手の佐藤信夫と結婚する。1990年代に活躍したフィギュアスケート選手佐藤有香は娘である。2006年トリノオリンピックフィギュアスケート女子シングルで金メダルを獲得した荒川静香のコーチをニコライ・モロゾフと共同で務めた。現在は夫の信夫をサポートする格好で小塚崇彦らの指導、振付なども行っている。

## 主な戦績
| 大会/年          | 58-59 | 59-60 | 60-61 | 61-62 | 62-63 | 63-64 | 64-65 | 65-66 | 66-67 | 67-68 |
| ---------------- | ----- | ----- | ----- | ----- | ----- | ----- | ----- | ----- | ----- | ----- |
| オリンピック     |       |       |       |       |       | 13    |       |       |       | 8     |
| 世界選手権       |       |       |       |       |       | 13    | 12    | 10    | 5     | 5     |
| 全日本選手権     | 3     | 3     | 3     | 3     | 2     | 2     | 2     | 2     | 1     | 1     |
| ユニバーシアード |       |       |       |       |       |       |       | 2     |       | 1     |